# Finał Grand Prix IAAF 2000
16. Światowy Finał IAAF – zawody lekkoatletyczne, kończące sezon olimpijski roku 2000, które zostały zorganizowane 5 października w Dosze, na Khalifa International Stadium.

## Rezultaty

### Mężczyźni
| Konkurencja:       | Złoto:                             | Złoto:  | Srebro:                                    | Srebro: | Brąz:                               | Brąz:   |
| ------------------ | ---------------------------------- | ------- | ------------------------------------------ | ------- | ----------------------------------- | ------- |
| 100 m              | Darren Campbell · Wielka Brytania  | 10.25   | Tim Montgomery · Stany Zjednoczone         | 10.27   | Gregory Saddler · Stany Zjednoczone | 10.41   |
| 400 m              | Mark Richardson · Wielka Brytania  | 45.20   | Sanderlei Claro Parrela · Brazylia         | 45.25   | Greg Haughton · Jamajka             | 45.85   |
| 1500 m             | Noah Ngeny · Kenia                 | 3:36.62 | Bernard Lagat · Kenia                      | 3:36.88 | Kevin Sullivan · Kanada             | 3:37.16 |
| 3000 m             | Luke Kipkosgei · Kenia             | 7:46.21 | Ali Saïdi-Sief · Algieria                  | 7:47.16 | Sammy Kipketer · Kenia              | 7:47.31 |
| 400 m przez płotki | Angelo Taylor · Stany Zjednoczone  | 48.14   | Hadi Soua'an Al-Somaily · Arabia Saudyjska | 48.18   | Samuel Matete · Zambia              | 48.71   |
| Trójskok           | Jonathan Edwards · Wielka Brytania | 17.12   | Rostisław Dimitrow · Bułgaria              | 17.11   | Onochie Achike · Wielka Brytania    | 16.49   |
| Skok wzwyż         | Wiaczesław Woronin · Rosja         | 2.32    | Nathan Leeper · Stany Zjednoczone          | 2.30    | Dragutin Topić · Jugosławia         | 2.25    |
| Skok o tyczce      | Tim Lobinger · Niemcy              | 5.70    | Nick Hysong · Stany Zjednoczone            | 5.60    | Okkert Brits · Południowa Afryka    | 5.60    |
| Rzut młotem        | Andrij Skwaruk · Ukraina           | 81.43   | Kōji Murofushi · Japonia                   | 80.32   | Karsten Kobs · Niemcy               | 79.22   |
| Pchnięcie kulą     | Andy Bloom · Stany Zjednoczone     | 21.82   | Adam Nelson · Stany Zjednoczone            | 21.66   | John Godina · Stany Zjednoczone     | 21.51   |

### Kobiety
| Konkurencja:       | Złoto:                             | Złoto:  | Srebro:                            | Srebro: | Brąz:                             | Brąz:   |
| ------------------ | ---------------------------------- | ------- | ---------------------------------- | ------- | --------------------------------- | ------- |
| 100 m              | Chryste Gaines · Stany Zjednoczone | 11.09   | Savatheda Fynes · Bahamy           | 11.10   | Żanna Pintusewicz-Block · Ukraina | 11.16   |
| 400 m              | Lorraine Graham · Jamajka          | 50.21   | Falilat Ogunkoya · Nigeria         | 50.61   | Charity Opara · Nigeria           | 50.85   |
| 1500 m             | Violeta Beclea-Szekely · Rumunia   | 4:15.63 | Kutre Dulecha · Etiopia            | 4:15.75 | Nouria Mérah-Benida · Algieria    | 4:15.85 |
| 3000 m             | Sonia O’Sullivan · Irlandia        | 8:52.01 | Leah Malot · Kenia                 | 8:52.73 | Sally Barsosio · Kenia            | 8:52.99 |
| 100 m przez płotki | Gail Devers · Stany Zjednoczone    | 12.85   | Glory Alozie · Nigeria             | 12.94   | Delloreen Ennis-London · Jamajka  | 12.96   |
| Skok w dal         | Heike Daute-Drechsler · Niemcy     | 7.07    | Dawn Burrell · Stany Zjednoczone   | 6.99    | Niurka Montalvo · Hiszpania       | 6.87 SB |
| Rzut dyskiem       | Franka Dietzsch · Niemcy           | 65.41   | Elina Zwierawa · Białoruś          | 63.96   | Beatrice Faumuina · Nowa Zelandia | 63.03   |
| Rzut oszczepem     | Sonia Bisset · Kuba                | 65.87   | Trine Solberg-Hattestad · Norwegia | 65.86   | Osleidys Menéndez · Kuba          | 65.79   |

## Klasyfikacja punktowa cyklu Grand Prix 2000

### Mężczyźni
| Pozycja | Zawodnik      | Punkty |
| ------- | ------------- | ------ |
| 1.      | Angelo Taylor | 101    |
| 2.      | Jurij Biłonoh | 94     |
| 3.      | Adam Nelson   | 93     |

### Kobiety
| Pozycja | Zawodniczka     | Punkty |
| ------- | --------------- | ------ |
| 1.      | Trine Hattestad | 110    |
| 2.      | Marion Jones    | 104    |
| 3.      | Gail Devers     | 104    |